# تشرتريدغ (باكينجهامشير)
تشرتريدغ (بالإنجليزية: Chartridge)‏ هي قرية وأبرشية مدنية تقع في المملكة المتحدة في إنجلترا. يقدر عدد سكانها بـ 1,624 نسمة .